# Bonzia rufofusca
Bonzia rufofusca är en spindeldjursart som beskrevs av Rainer Willmann 1950. Bonzia rufofusca ingår i släktet Bonzia och familjen Cunaxidae. Inga underarter finns listade.